# Longtanhe (köpinghuvudort i Kina, Hunan Sheng, lat 29,24, long 111,08)
Longtanhe är en köpinghuvudort i Kina. Den ligger i provinsen Hunan, i den södra delen av landet, omkring 220 kilometer nordväst om provinshuvudstaden Changsha. Antalet invånare är 12 957. Befolkningen består av 6 218 kvinnor och 6 739 män. Barn under 15 år utgör 13,0 %, vuxna 15-64 år 75 %, och äldre över 65 år 11,0 %.
Runt Longtanhe är det ganska tätbefolkat, med 207 invånare per kvadratkilometer. Närmaste större samhälle är Yanbodu, 17,9 km nordväst om Longtanhe. I omgivningarna runt Longtanhe växer i huvudsak blandskog.
Genomsnittlig årsnederbörd är 1 751 millimeter. Den regnigaste månaden är maj, med i genomsnitt 282 mm nederbörd, och den torraste är december, med 30 mm nederbörd.